# Harry G. Frankfurt
Harry Gordon Frankfurt (Langhorne, 29 de mayo de 1929-Santa Mónica, 16 de julio de 2023) fue un filósofo estadounidense, profesor emérito de filosofía en la Universidad de Princeton. Enseñó en las universidades de Yale, Rockefeller y Ohio. Obtuvo su doctorado en Filosofía en 1954, concedido por la Universidad Johns Hopkins. 
Su mayores áreas de interés incluyeron la filosofía moral, la filosofía de la mente y el racionalismo del siglo XVII. En el campo de la ética, Frankfurt es conocido por su defensia del compatibilismo y dio varios contraejemplos influyentes, los llamados casos de Frankfurt, contra el principio de que la responsabilidad moral depende de la capacidad de hacer lo contrario. Su libro más popular es On Bullshit, que analiza la distinción entre la mentira y la charlatanería.

## Biografía

### Estudios
Harry Gordon Frankfurt nació el 29 de mayo de 1929, obtuvo su bachiller universitario en letras en 1949 y su doctorado en 1950 por la Universidad Johns Hopkins.

### Carrera
Sus áreas de interés comprendieron la filosofía moral, filosofía de la mente y la acción, y el racionalismo del siglo XVII. En 1986 publicó su artículo On bullshit: sobre la manipulación de la verdad, donde hace una investigación filosófica del concepto bullshit, «literalmente ‘mierda de toro’» (‘caca de la vaca’, ‘mentira cochina’ [posverdad]), título que fue reeditado en un libro de 2005 consiguiendo un sorpresivo éxito, convirtiéndose en todo un superventas, llevando a apariciones en medios como The Daily Show de Jon Stewart. En 2006 relanzó On Bullshit, donde expuso sobre el perdido interés social por la verdad. En sus inicios fue conocido sobre todo por sus interpretaciones del racionalismo cartesiano. Su trabajo más influyente ha sido Sobre la libertad de la voluntad de Arthur Schopenhauer, tema sobre el cual ha escrito varios artículos. Importante es su propuesta acerca de las voliciones de segundo orden, idea que desarrolla mediante los denominados “casos de Frankfurt” o “contraejemplos de Frankfurt”, que en definitiva son experimentos mentales que muestran por qué alguien puede ser moralmente responsable aún habiendo cometido un acto inmoral contra su propia voluntad.
Frankfurt desarrolló la idea humeana de que el hombre es libre cuando hace lo que quiere hacer, postura con la que concuerdan otros pensadores, de entre los cuales se pueden mencionar a: David Velleman, Gary Watson y John Martin Fischer. Frankfurt ha escrito también recientemente sobre el amor y el cuidado. Fue miembro de la Academia Estadounidense de las Artes y las Ciencias y ha ocupado el puesto de presidente de la división del este perteneciente a la American Philosophical Association. Ha recibido becas y subsidios de la Fundación Guggenheim, la Fundación Nacional para las Humanidades y la Fundación Andrew Mellon.

## Filosofía

### Responsabilidad moral y principio de posibilidades alternativas
El término "responsabilidad moral" se refiere a la obligación moral progresista de realizar ciertas acciones y al estado retrospectivo de ser digno de reproche o alabanza por haber hecho algo o no haberlo hecho. Un principio importante en este sentido es el principio de posibilidades alternativas. Establece que "una persona es moralmente responsable de lo que ha hecho sólo si podría haberlo hecho de otra manera". Tener esta capacidad de hacer lo contrario generalmente se asocia con tener libre albedrío. Entonces, en circunstancias normales, una persona es moralmente responsable por robar el almuerzo de alguien en la cafetería. Sin embargo, este puede no ser el caso en circunstancias especiales, por ejemplo, si un trastorno neurológico los obliga a hacerlo. Frankfurt ha rechazado el principio de posibilidades alternativas basándose en una serie de contraejemplos, los llamados "Casos de Frankfurt". En un ejemplo, el padre de Allison implantó un chip de computadora en la cabeza de Allison sin que ella lo supiera. Este chip obligaría a Allison a pasear a su perro. Sin embargo, Allison decide hacerlo libremente y, por lo tanto, el chip no se activa. Frankfurt argumenta que, en este caso, Allison es moralmente responsable de pasear a su perro a pesar de que no tenía la capacidad de hacer otra cosa. El quid de este caso y otros similares es que el agente es moralmente responsable porque actuó de acuerdo con su propia voluntad. Esto es así a pesar del hecho de que, por lo general sin el conocimiento del agente, no había una alternativa real. Esta línea de pensamiento ha llevado a Frankfurt a defender una forma de compatibilismo: Si el libre albedrío y la responsabilidad moral no dependen de la capacidad de hacer lo contrario, entonces podrían existir incluso en un mundo completamente determinista. Los casos de Frankfurt han provocado una discusión significativa sobre el principio de posibilidades alternativas. Sin embargo, no todos están de acuerdo en que tienen éxito en refutarlo.

## Vida personal y muerte
Harry Frankfurt se casó por primera vez con Marilyn Rothman. Tuvieron dos hijas. El matrimonio terminó en divorcio. Luego se casó con Joan Gilbert.
Frankfurt fue un pianista clásico aficionado. Comenzó a tomar lecciones de piano desde una edad temprana, inicialmente con su madre, quien esperaba que pudiera seguir una carrera como concertista de piano. Frankfurt continuó tocando el piano y recibiendo lecciones a lo largo de su vida, junto con su carrera filosófica. Según Frankfurt, convertirse en profesor de filosofía era aceptable para su madre, ya que estaba "lo suficientemente cerca" de su otra ambición para él, que era convertirse en rabino.
Frankfurt murió de insuficiencia cardíaca congestiva en Santa Mónica, California, el 16 de julio de 2023, a los 94 años.

## Libros
- On Truth. Alfred A. Knopf, New York, (2006). (Acerca de la verdad)
- On Bullshit. Princeton University Press. Princeton and Oxford, (2006). (Acerca de la manipulación de los efectos, pero el título inglés es más grosero, y se puede traducir como Sobre las tonterías)
- The Reasons of Love (Las razones del amor)
- Necessity, Volition, and Love (Las necesidades, la voluntad, y el amor)
- The Importance of What We Care About (La importancia de lo que nos preocupa)
- Demons, Dreamers, and Madmen (Demonios, soñadores, y locos)

### Ediciones en español
- Frankfurt, Harry G. (2004). Las razones del amor: el sentido de nuestras vidas. Ediciones Paidós Ibérica. ISBN 978-84-493-1631-9.

- Frankfurt, Harry G. (2006). La importancia de lo que nos preocupa: ensayos filosóficos. Buenos Aires: Katz Barpal Editores. ISBN 978-84-609-8358-3.

- Frankfurt, Harry G. (2006). On bullshit: sobre la manipulación de la verdad. Ediciones Paidós Ibérica. ISBN 978-84-493-1883-2.

- Frankfurt, Harry G. (2007). Sobre la verdad. Ediciones Paidós Ibérica. ISBN 978-84-493-1981-5.